# Diablo Cody
Brook Maurio (născută Busey; n. 14 iunie 1978, Lemont⁠(d), Will County, Illinois, SUA), cunoscută sub numele de scenă Diablo Cody, este o scenaristă și scriitoare americană.

## Biografie
Și-a schimbat numele în  Diablo Cody ("diablo" înseamnă diavol în spaniolă),după ce a ascultat de mai multe ori cântecul "El Diablo" al formației Arcadia,în timp ce trecea prin orașul Cody,din statul Wyoming. A urmat cursurile Academiei Benét, o școală romano-catolică din Lisle, Illinois. Cody și fratele ei mai mare Marc au crescut în Lemont, Illinois, o suburbie a orașului Chicago. A absolvit Universitatea din Iowa cu o diplomă în studii media. Pe când studia la Universitatea din Iowa, Cody a lucrat ca DJ la radio "KRUI 89.7 FM". A mai lucrat ca secretară la o firmă de avocatură din Chicago și ca voce a reclamelor difuzate la mai multe posturi de radio.Cody a început un blog parodie numit "Red Secretary", despre o secretară care locuia în Belarus. Evenimentele prezentate în blog erau întâmplări reale din viața lui Cody, dar prezentate din perspectivă unei fete din fostul bloc comunist. Blogul a fost publicat sub pseudonimul "Darling Girl" după ce Cody s-a mutat din Chicago în Minneapolis. Acum locuiește în Los Angeles.

## Cariera
Cody s-a înscris la o noapte a amatorilor la un club de striptease din Minneapolis numit "Skyway Lounge". Experiența i-a plăcut atât de mult că s-a angajat cu normă întreagă la acest club. A mai lucrat și la clubul pentru adulți "Sex World" din Minneapolis. După un timp, s-a reprofilat pe jurnalism, și a început și o carieră de scriitoare. A A mai lucrat și la clubul pentru adulți  
"Sex World",din Minneapolis. După un timp, Cody s-a  
reprofilat pe jurnalism, și a început și o carieră  
de scriitoare. A lucrat pentru revistele "City Pages","Jane"și "Entertainment Weekly". 
La vârsta de 24 ani, Cody și-a scris autobiografia "Candy Girl: A Year in the Life of an Unlikely Stripper" care a fost publicată de editura "Gotham Books". După publicarea cărții sale, a fost încurajată de managerul ei, Mason Novick, să scrie scenarii pentru film, și astfel a scris primul ei scenariu pentru marele ecran numit "Juno" și este povestea unei adolescente care se confruntă cu o sarcină nedorită. Filmul a fost regizat de Jason Reitman și îi are în distribuție pe actorii Ellen Page, Jennifer Garner și Michael Cera. Pentru acest scenariu Cody a primit Premiul Oscar pentru cel mai bun scenariu În iulie 2007, casa de producție "Dreamworks" a produs un serial după un alt scenariu al lui Cody "United States of Tara". Scenariul este bazat pe o idee a lui Steven Spielberg și este o comedie despre o mamă cu multiple personalități. Filmările la acest serial au început în primăvară anului 2008, și din distribuție fac parte actorii: Toni Collette, John Corbett, Brie Larson, Keir Gilchrist, Rosemarie DeWitt, Nathan Corddry și Andrew Lawrence.
În Octombrie 2007, Cody a vândut un scenariu numit "Girly Style" studioului "Universal" și un scenariu horror numit "Jennifer's Body" studioului Fox Atomic. Pentru scenariul filmului Juno Cody a primit Premiul Oscar pentru cel mai bun scenariu, Premiul Independent Spirit Award, precum și premii BAFTĂ,Writers Guild of America, Broadcast Film Critics Association, The National Board Review, The Chicago Film Critics Association, The Dallas-Fort Worth Film Critics Association, The Florida Film Critics Circle, The Southeastern Film Critics Association, și premiile Satellite Awards, Cinema for Peace Award 2008 pentru Cel mai bun regizor,producător și scenarist pentru filmul  Juno. 
A avut o scurtă apariție in 2008 în serialul "90210". 
Ea a apărut în același episod în care personajul interpretat  
de actriță Tori Spelling (Donna Martin) s-a întors în distribuția 
serialului,și i-a făcut lui Cody o rochie pentru un eveniment.

## Viața personală
S-a căsătorit cu Jon Hunt la 29 octombrie 2004, dar au divorțat în anul 2007 și nu au copii. 
Cody este prietenă cu scenaristele Dana Fox (What Happens in Vegas) și Lorene Scafaria (Nick and Norah's Infinite Playlist) și adesea scriu scenarii împreună și se sfătuiesc una pe alta. 